# Biała Pierwsza (Lublin)
Pour les articles homonymes, voir Biała Pierwsza.
Biała Pierwsza  (prononciation : [ˈbjawa ˈpjɛrfʂa]) est un village polonais de la gmina de Janów Lubelski dans le powiat de Janów Lubelski de la voïvodie de Lublin dans l'est de la Pologne.
Le village comptait approximativement une population de 940 habitants.

## Histoire
De 1975 à 1998, le village est attaché administrativement à la voïvodie de Tarnobrzeg.

Depuis 1999, il fait partie de la voïvodie de Lublin.